# 공간사
공간사는 충청북도 청주시 청원구에 있다. 2015년 4월 17일 청주시의 향토유적 제135호로 지정되었다.

## 개요
세조 즉위에 공을 세워 좌익공신 2등에 추록된 공간공 윤형의 위패를 봉안하기 위해 세운 사당이다.